# Apteralcidion lapierrei
Apteralcidion lapierrei är en skalbaggsart som beskrevs av Hovore 1992. Apteralcidion lapierrei ingår i släktet Apteralcidion och familjen långhorningar.
Artens utbredningsområde är:
- Costa Rica.
- Panama.

Inga underarter finns listade.